# Partido Autonomista (1903)
El Partido Autonomista fue un partido político fundado por Carlos Pellegrini en 1903 luego del rompimiento con Julio Argentino Roca en 1901 y de que la convención de notables de 1903 eligiera como sucesor del presidente Roca a Manuel Quintana y no a Pellegrini.

## Historia
La conflictiva sucesión presidencial de 1897 evidenció los problemas a interior del Partido Autonomista Nacional. Durante los últimos seis años Carlos Pellegrini había ampliado su base de poder y sus seguidores lo propusieron como candidato presidencial. Asimismo, Julio A. Roca presentaba su candidatura lo cual hacía que el PAN tuviera dos candidatos. Mientras Roca buscaba mantener la política del Acuerdo con el mitrismo, Pellegrini creía en la división del partido. La formación de dos nuevas líneas dentro del partido permitiría absorber, según Pellegrini, tanto a radicales como cívicos nacionales. Por otro lado, permitía una alternancia de poder sin alterar la política. Pellegrini habría desistido a su candidatura ante el posible enfrentamiento bélico contra Chile, aun contado con el apoyo de sus seguidores, considerando que Julio A. Roca era la opción indicada en caso de guerra. La primera fricción entre ambos líderes comenzó a vislumbrarse.
Carlos Pellegrini continuó siendo parte del engranaje político del Partido Autonomista Nacional. Sin embargo las disputas con Roca alcanzarían el punto más álgido en julio de 1901 cuando se debatió el Proyecto de Ley de Unificación de la Deuda Externa Pública. A comienzos de 1901, Pellegrini se encontraba recluido en Europa por problemas de salud. Julio A. Roca, presionado por los posibles incidentes que podían suscitarse por el incremento de los servicios de la deuda externa sobre el presupuesto nacional, solicitó a Carlos Pellegrini que negociara un proyecto de unificación de deuda externa con las casas financieras europeas. El 11 de junio de 1901 el Proyecto de Ley de Unificación de la Deuda Externa Pública fue presentado ante la comisión de deuda de la Cámara de Senadores junto con una carta del Presidente, Julio A. Roca y de su ministro de Hacienda, Enrique Berduc, justificando la necesidad de la aprobación de dicho proyecto. A pesar de las defensas realizadas por el oficialismo, el proyecto despertó el malestar en la sociedad, proclamándose en contra. Los primeros en movilizarse fueron los estudiantes de la Facultad de Derecho, a los que se les unieron diversas facciones políticas de oposición. Las manifestaciones adquirieron matices violentos y el gobierno, ante el pedido del presidente Julio A. Roca, declaró el estado de sitio el 5 de julio de 1901, tratando de esta manera sosegar los ánimos de la oposición. Tres días después, el 8 de julio, Roca envió un comunicado a la comisión de deuda externa de la Cámara de Diputados, explicando que debido a los acontecimientos de las últimas semanas era imposible llevar a cabo el proyecto y, por lo tanto, solicitaba la no consideración de este.
Esta medida adoptada por Roca fue entendida por Carlos Pellegrini como un desaire político. Sintiéndose traicionado por su compañero partidario, encabezó las filas de las oposición. No sólo se declaró en contra del presidente, discutiendo en el Senado Nacional cualquier proyecto que llegara del Poder Ejecutivo, sino también de los proyectos que fueran presentados por el oficialismo. A partir de ese momento el PAN se dividió internamente entre "autonomistas nacionales" o roquistas, y en "autonomistas" o pellegrinistas. 
En octubre de 1903 se realizó la llamada convención de notables para definir al sucesor de Roca en la presidencia de la Nación. Finalmente Roca logró maniobrar y poder influenciar para que su sucesor fuera Manuel Quintana, y no Carlos Pellegrini, incumpliendo el compromiso hecho en 1898 de auspiciar la candidatura presidencial de Pellegrini. Esto provocó la ruptura definitiva del PAN entre las dos tendencias que lo conformaban. 
Desde aquel día, Pellegrini dirigió sus demandas a la promulgación de una ley que garantizara la libertad electoral. El acto de fundación del Partido Autonomista se produjo en un banquete organizado por Roque Sáenz Peña en el Café París de la Capital Federal. Allí Pellegrini anunciaba las razones del nuevo movimiento político antiroquista en un discurso que atacaba la figura del presidente Roca: 

El partido político al que pertenecimos ha desaparecido sustituyendolo una sola cabeza que piensa, una voluntad que resuelve, una voz que ordena, un elector que elige.

El Partido Autonomista estaba liderado por Carlos Pellegrini y contaba entre sus filas a dirigentes de la talla de Roque Sáenz Peña, Miguel Cané, Vicente Casares, Ezequiel Ramos Mexía, José María Ramos Mejía, Juan Balestra, Lucas Ayarragaray, Eliseo Cantón, Federico Pinedo, Manuel Carlés, entre otros.
En ese contexto, los autonomistas se presentaron a las elecciones para senador nacional por la Capital Federal del 6 de marzo de 1904. En esta Pellegrini se enfrentó al candidato oficialista Benito Villanueva y a Emilio Mitre, candidato del Partido Republicano. El triunfo oficialista fue demoledor: Villanueva se impuso y accedió al senado. Semanas después Manuel Quintana era elegido presidente de la Nación.
En las elecciones complementarias para vacantes de diputados del 16 de julio de 1905, el autonomismo pellegrinista logra un triunfo en la Capital Federal al lograr imponer a Carlos Meyer Pellegrini, sobrino de Pellegrini, como diputado nacional. 
En 1906, con vistas a las elecciones legislativas del 11 de marzo, Pellegrini organiza un frente electoral en la Capital Federal entre los autonomistas, los republicanos, los radicales bernardistas, aquellos que respondían a Bernardo de Irigoyen, y los amigos políticos del senador Benito Villanueva que se llamó "Coalición Popular". La alianza arrasó en las elecciones porteñas a las listas del oficialismo, y logró que entraran como diputados nacionales los autonomistas Carlos Pellegrini, Roque Sáenz Peña, Ernesto Tornquist y Juan Balestra, los republicanos Emilio Mitre, Santiago Gregorio O'Farrell y Antonio F. Piñero, el radical bernardista Rómulo S. Naón y el representante del Partido Nacional de Benito Villanueva, Luis María Drago. El escritor Paul Groussac, amigo de Pellegrini, bautizó a la lista de la Coalición Popular como "la lista de oro" dado el nivel político de los hombres que se candidatearon por el frente. 
Al día siguiente de las elecciones, fallecía el presidente Manuel Quintana y asumía como presidente José Figueroa Alcorta quien decidió integrar su nuevo gabinete con hombres cercanos a la Coalición Popular como Ezequiel Ramos Mexía y Norberto Piñero. Los planes de la coalición eran seguir extendiéndose al interior del país pero esto terminó no ocurriendo debido al fallecimiento de Carlos Pellegrini el 17 de julio de 1906 y la posterior disolución de la alianza entre autonomistas pellegrinistas y republicanos.
Tras la muerte de Pellegrini se convertiría en el nuevo líder de los autonomistas Roque Sáenz Peña, y estos serían uno de los sectores de más apoyo al presidente Figueroa Alcorta.